# Innuendo (singl)
"Innuendo" je singl britanskog rock sastava Queen. Nalazi se na istoimenom albumu "Innuendo". Singl je objavljen (kao prvi s albuma) 14. siječnja 1991. Na "B" strani se nalazi "Bijou". Pjesma u trajanju od 6 i pol minuta je jedna od najdužih u repertoaru sastava. Singl se popeo na mjesto broj 1. top ljestvice singlova u UK.

## Nastanak pjesme
Iako pjesmu potpisuju svi članova sastava, za tekst i glazbu su uglavnom zaslužni Mercury i Taylor. Pjesma je složena poput slagalice, sve počelo je kao vježba Maya, Taylora i Deacona. Mercury je dodao tekst, te ga je Taylor dovršio. Središnji dio je u potpunosti Mercuryjevo djelo. Španjolsku gitaru odsvirao je Steve Howe.

## Glazbeni spot
Pošto se Mercury više nije mogao pojavljivati pred kamerama u spotu su korišteni isječci iz ranijih spotova sastava koji su za ovu priliku animirani. Članovi sastava su također animirani i to u stilu Leonarda da Vincia (Mercury), Jacksona Polloca (Taylor), Pabla Picassa (Deacon) i u Viktorijanskom stilu (May). U spot su uvrštene i monoge povijesne fotografije. U SAD-u je zabranjen spot u kojem su prikazane fotografije iz Zaljevskog rata.

## Top ljestvica
| Zemlja    | Pozicija |
| --------- | -------- |
| UK        | 1        |
| Portugal  | 1        |
| USA       | 17       |
| JAR       | 1        |
| Norveška  | 6        |
| Njemačka  | 5        |
| Italija   | 4        |
| Švicarska | 3        |

## Vanjske poveznice
Tekst pjesme Innuendo